# موسی ترائوره (بازیکن فوتبال)
موسی ترائوره (به فرانسوی: Moussa Traoré) یک بازیکن فوتبال اهل ساحل عاج است. وی هم‌اکنون بازیکن باشگاه فوتبال سیاه جامگان می‌باشد.